# Valori plastici
Valori plastici fue una revista italiana publicada en Roma en italiano y francés de 1918 a 1921, dirigida por el pintor y coleccionista de arte Mario Broglio, que se centró en los ideales estéticas y obras metafísicas. Apoyó el movimiento "retorno al orden" para crear un cambio de dirección del arte vanguardista extremo de los años hasta 1918, tomando inspiración del arte tradicional.
Se dice que el término "retorno al orden" para describir este renovado interés por la tradición deriva de "Le rappel a l'ordre", un libro de ensayos por el poeta y artista Jean Cocteau, publicado en 1926. El movimiento en sí mismo fue una reacción a la Guerra. El cubismo fue abandonado, incluso por sus creadores, Braque y Picasso, y el futurismo, que había elogiado la maquinaria, violencia y guerra, fue rechazado por la mayor parte de sus proponentes. El retorno al orden fue asociado con un renovado interés en el clasicismo y la pintura realista.
La revista teorizó sobre la recuperación de los valores nacionales y ítalos que fue promovido por las políticas culturales del fascismo, pero también miró los horizontes más amplios dentro de Europa y utilizó dialécticas con un retorno a una fuente figurativa clásica.
En la primera edición de Valori plastici el 15 de noviembre de 1918, Alberto Savinio comunicó un programa de restauración individualista, anti-futurista y anti-bolchevique. En su primer artículo de abril-mayo de 1919, titulado Anadioménon, Savinio expone la intuición intelectiva y atemporal que anima el mundo de este nuevo "clasicismo metafísico".
Se pueden aplicar los principios de Savinio también a la pintura metafísica deGiorgio De Chirico, Carlo Carrà y Giorgio Morandi.
Aunque su publicación terminó en 1921, las ideas de Valori plastici se extendieron fuera de Italia con el movimiento "retorno al orden" y ayuda la comprensión de las historias paralelas del futurismo con el poeta y dramaturgo Filippo Tommaso Marinetti, y la del simbolismo con Giovanni Pascoli y el decadentismo con Gabriele D'Annunzio.